# Phare de La Puntilla
Le phare de La Puntilla est un phare actif situé sur l'île Margarita (Antilles vénézuéliennes), dans la ville de Porlamar dans l'État de Nueva Esparta au Venezuela.
Le phare appartient à la marine vénézuélienne et il est géré par l'Oficina Coordinadora de Hidrografía y Navegación (Ochina).

## Histoire
Le  phare , mis en service en 1896, est situé au sud-est de l'île Margarita, sur le front de mer de Porlamar.

## Description
Ce phare est une tour octogonale en maçonnerie, avec une galerie et lanterne de 15 m de haut. Le phare est peint en rose avec des bandes blanches horizontales. Il émet, à une hauteur focale de 20 m, un long éclat blanc de 1,5 seconde par période de 12 secondes. Sa portée est de 11 milles nautiques (environ 20 km).
Identifiant : ARLHS : VEN-012 - Amirauté : J6503 - NGA : 17154.

## Caractéristique dufeu maritime
Fréquence : 10 secondes (W)
- Lumière : 1,5 seconde
- Obscurité : 8,5 secondes

|              |
| Localisation |

|          |
| Le phare |

### Lien connexe
- Liste des phares du Vénézuela